# FFTW
FFTW (ang. Fastest Fourier Transform in the West) – biblioteka do obliczania dyskretnych transformat Fouriera.
FFTW jest najszybszą niezależną od sprzętu biblioteką tego typu. Inne biblioteki o porównywalnych osiągach składają się z ręcznie optymalizowanego kodu asemblera, natomiast większość kodu FFTW jest generowana z zapisu w języku OCaml. Ponadto FFTW w czasie wykonania w fazie zwanej „planowaniem” dostosowuje się do właściwości danej maszyny – nie tylko procesora, ale również wykorzystuje cechy pamięci cache. Wykorzystuje do tego optymalizator, który stara się zdekomponować problem na prostsze podproblemy. FFTW wykorzystuje poza standardowymi wariantami algorytmu FFT Cooley-Tukeya (dobry dla potęg 2), również algorytmy przydatne dla potęg dużych liczb pierwszych – takie jak algorytm FFT Radera oraz algorytm FFT Bluesteina.
FFTW jest biblioteką języka C, ale można jej używać także z Fortrana, C++ oraz D. Istnieją wersje tej biblioteki dla architektury SMP, a także dla obliczeń rozproszonych. FFTW od wersji 1.3 jest dostępna na licencji GPL (wcześniej była darmowa dla użytku niekomercyjnego); autorzy umożliwiają również uzyskania jej na innej, niewolnej licencji. Programy używające FFTW to m.in. GNU Octave i MATLAB.

## Przykład użycia
Przykładowy kod (dla wersji 2 FFTW):
```
#include
 
<fftw.h>

#include
 
<math.h>

int
 
main
()

{

	
fftw_plan
 
pl1
,
pl2
;

	
fftw_complex
 
in
[
128
],
 
mid
[
128
],
 
out
[
128
];

	
int
 
i
;

	
for
 
(
i
=
0
;
 
i
<
128
;
 
i
++
)

	
{

		
in
[
i
].
re
 
=
 
sin
 
(
M_PI
*
i
/
16
);

		
in
[
i
].
im
 
=
 
sin
 
(
M_PI
*
i
/
24
);

	
}

	
pl1
 
=
 
fftw_create_plan
 
(
128
,
 
FFTW_FORWARD
,
 
FFTW_ESTIMATE
);

	
pl2
 
=
 
fftw_create_plan
 
(
128
,
 
FFTW_BACKWARD
,
 
FFTW_ESTIMATE
);

	
fftw_one
 
(
pl1
,
 
in
,
 
mid
);

	
fftw_one
 
(
pl2
,
 
mid
,
 
out
);

	
for
 
(
i
=
0
;
 
i
<
128
;
 
i
++
)

	
{

		
out
[
i
].
re
 
/=
 
128
;

		
out
[
i
].
im
 
/=
 
128
;

	
}

	
fftw_destroy_plan
 
(
pl2
);

	
fftw_destroy_plan
 
(
pl1
);

	
for
 
(
i
=
0
;
 
i
<
128
;
 
i
++
)

		
printf
 
(
"%d: in=(%f,%f), out=(%f,%f), d=(%f,%f)
\n
"
,
 
i
,
 
in
[
i
].
re
,
 
in
[
i
].
im
,

			
out
[
i
].
re
,
 
out
[
i
].
im
,
 
out
[
i
].
re
 
-
 
in
[
i
].
re
,
 
out
[
i
].
im
 
-
 
in
[
i
].
im
);

	
return
 
0
;

}

```